# ستيرلينغ هولواي
ستيرلينغ هولواي (بالإنجليزية: Sterling Holloway)‏ مواليد 4 يناير 1905 في كيدرتون، الولايات المتحدة - الوفاة 22 نوفمبر 1992 في لوس أنجلوس، هو ممثل أمريكي بدأ مسيرته الفنية سنة 1926. شارك في قرابة 100 فيلم. امتدت مسيرته الفنية لأكثر من 60 عاما. من أعماله هازل.

## روابط خارجية
- ستيرلينغ هولواي على موقع IMDb (الإنجليزية)
- ستيرلينغ هولواي على موقع الموسوعة البريطانية (الإنجليزية)
- ستيرلينغ هولواي على موقع ألو سيني (الفرنسية)
- ستيرلينغ هولواي على موقع ميوزك برينز (الإنجليزية)
- ستيرلينغ هولواي على موقع تيرنر كلاسيك موفيز (الإنجليزية)
- ستيرلينغ هولواي على موقع أول موفي (الإنجليزية)
- ستيرلينغ هولواي على موقع قاعدة بيانات برودواي على الإنترنت (الإنجليزية)
- ستيرلينغ هولواي على موقع قاعدة بيانات الأفلام السويدية (السويدية)
- ستيرلينغ هولواي على موقع إن إن دي بي (الإنجليزية)
- ستيرلينغ هولواي على موقع ديسكوغز (الإنجليزية)